# Richardson (Familienname)
Richardson ist ein englischer Familienname.

## Herkunft und Bedeutung
Der patronymische Name bedeutet „Sohn des Richard“ und entspricht damit (nieder-) deutschen Namen wie Riechers, Rickerts und Rickert.

## Varianten
- Richards
- Schwedisch: Richardsson

## Namensträger

### A
- Aimee Richardson (* 1997), britische Schauspielerin
- Alan Richardson (1904–1978), schottischer Pianist und Komponist
- Alexandar Richardson (* 1990), britischer Radrennfahrer
- Alexander Richardson (Bobfahrer) (1887–1964), britischer Bobfahrer
- Alexander Richardson (Basketballspieler) (* 2003), deutsch-britischer Basketballspieler
- Alexander Robert Richardson (1847–1931), australischer Politiker
- Amir Richardson (* 2002), marokkanisch-französischer Fußballspieler
- Anna Richardson (* 1970), britische Moderatorin und Journalistin
- Anthony Richardson (* 2002), US-amerikanischer American-Football-Spieler
- Antonio Richardson (Footballspieler) (* 1992), US-amerikanischer American-Football-Spieler
- Arthur Richardson (Politiker) (1860–1936), britischer Politiker
- Arthur Richardson (Cricketspieler, 1888) (1888–1973), australischer Cricketspieler
- Arthur Richardson (Cricketspieler, 1907) (1907–1983), englischer Cricketspieler
- Arthur Richardson (Fußballspieler) (1913–1993), englischer Fußballspieler
- Arthur Richardson (Schauspieler), US-amerikanischer Schauspieler
- Arthur R. Richardson (1862–1936), kanadischer Politiker
- Asher Richardson (* 1993), neuseeländischer Badmintonspieler

### B
- Barry Richardson (* 1969), englischer Fußballtorwart und Torwarttrainer
- Ben Richardson (Kameramann) (* 1975), britischer Kameramann
- Ben Richardson (Curler) (* 1998/1999), US-amerikanischer Curler
- Benjamin Richardson (* 2003), südafrikanischer Sprinter
- Benjamin Ward Richardson (1828–1896), britischer Mediziner, Schüler und Herausgeber von John Snow
- Bill Richardson (1947–2023), US-amerikanischer Politiker
- Bob Richardson (Toningenieur) (1927–2003), kanadischer Toningenieur
- Bob Richardson (1927–2004), kanadischer Skirennläufer, siehe Robert Richardson (Skirennläufer)
- Bob Richardson (Fotograf) (Robert George Richardson; 1928–2005), US-amerikanischer Fotograf
- Bob Richardson (Regisseur), Filmregisseur, Produzent und Animator
- Bob Richardson (Footballspieler, 1944) (Robert George Richardson; * 1944), US-amerikanischer American- und Canadian-Football-Spieler
- Bob Richardson (Footballspieler, 1948) (* 1948), kanadischer Canadian-Football-Spieler
- Bob Richardson (* 1955), US-amerikanischer Kameramann, siehe Robert Richardson (Kameramann)
- Bobby K. Richardson, US-amerikanischer Filmeditor
- Brad Richardson (* 1985), kanadischer Eishockeyspieler
- Britt Richardson (* 2003), kanadische Skirennläuferin
- Bruce Richardson (* 1977), kanadischer Eishockeyspieler

### C
- Cameron Richardson (* 1979), US-amerikanische Schauspielerin
- Carmen Belen Richardson (1930–2012), puerto-ricanische Schauspielerin und Komikerin
- Carole Richardson, Opfer eines Justizirrtums, siehe Guildford Four
- Carsten Richardson, deutscher Seefahrer im frühen 17. Jahrhundert
- Charles Douglas Richardson (1853–1932), anglo-australischer Maler, Grafiker und Bildhauer
- Charles Leslie Richardson (1908–1994), britischer Offizier der British Army
- Charles Scott Richardson (* 1955), kanadischer Romancier und Buchgestalter
- Colin Richardson (* vor 1990), britischer Musikproduzent
- Colin Richardson (Rennfahrer) (1912–1984), britischer Autorennfahrer

### D
- Damien Richardson (Fußballspieler) (* 1947), irischer Fußballspieler und -trainer
- Damien Richardson (Schauspieler) (* 1969), australischer Schauspieler
- Damien Richardson (Footballspieler) (* 1976), US-amerikanischer American-Football-Spieler
- Dave Richardson (* 1940), kanadischer Eishockeyspieler

- David Richardson (Schiedsrichter) (* 1937), englischer Fußballschiedsrichter
- David Richardson (Historiker) (1946–2023), britischer Wirtschaftshistoriker
- David Richardson (Cricketspieler, 1958) (* 1958), neuseeländischer Cricketspieler
- David Richardson (Cricketspieler, 1959) (* 1959), südafrikanischer Cricketspieler
- David Richardson (Footballspieler) (* 1981), US-amerikanischer American-Football-Spieler
- David Richardson (Eiskunstläufer) (* 1987), britischer Eiskunstläufer
- David Richardson (Schauspieler) (* 1987), australischer Schauspieler
- David P. Richardson (1833–1904), US-amerikanischer Politiker
- Dawn Richardson (* 1964), britische Musikerin, Schlagzeugerin der Rockband 4 Non Blondes
- Debra Richardson (* 1961), US-amerikanische Beachvolleyballspielerin
- Demian Richardson (* 1970), US-amerikanischer Jazztrompeter
- Derek Richardson (* 1976), US-amerikanischer Schauspieler
- Derek Richardson (Schiedsrichter) (* 1962), US-amerikanischer Basketballschiedsrichter
- Dick Richardson (1934–1999), englischer Boxer
- Dominique Richardson (* 1992), US-amerikanische Fußballspielerin
- Dorota Czerner-Richardson (* 1966), polnische Schriftstellerin, siehe Dorota Czerner
- Dorothy Richardson (1873–1957), englische Schriftstellerin
- Dot Richardson (* 1961), US-amerikanische Softballspielerin
- Duke Z. Richardson (* um 1964), General der US Air Force

### E
- Edward Cleland Richardson (1871–1954), britischer Skifahrpionier
- Egerton Rudolph Richardson (1912–1988), jamaikanischer Diplomat
- Eimear Richardson (* 1986), irische Cricketspielerin
- Elliot L. Richardson (1920–1999), US-amerikanischer Jurist und Politiker
- Emeline Hill Richardson (1910–1999), US-amerikanische Archäologin
- Eugene Richardson, US-amerikanischer Basketballspieler

### F
- Ferdinando Richardson (ca. 1558–1619), englischer Edelmann und Komponist
- Frank Richardson (Fußballspieler)  (1897–1987), englischer Fußballspieler
- Frank Richardson (Regisseur) (1898–1962), US-amerikanischer Regisseur
- Frank Richardson (Schwimmer) (* 1962), nicaraguanischer Schwimmer
- Frazer Richardson (* 1982), englischer Fußballspieler
- Friend Richardson (1865–1943), US-amerikanischer Politiker

### G
- Garth Richardson, kanadischer Musikproduzent
- Geoffrey Richardson (* 1949), australischer Rugby-Union-Spieler
- George Richardson (1737/38–ca. 1813), schottischer Architekt
- George F. Richardson (1850–1923), US-amerikanischer Politiker
- Glen Richardson (* 1955), kanadischer Eishockeyspieler
- Gloster Richardson (1941–2020), US-amerikanischer American-Football-Spieler
- Gordon Richardson, Baron Richardson of Duntisbourne (1915–2010), britischer Bankier, Rechtsanwalt und Politiker
- Graham Richardson (* 1949), australischer Politiker
- Greg Richardson (* 1958), US-amerikanischer Boxer
- Guy Richardson (1921–1965), britischer Ruderer

### H
- Haley Lu Richardson (* 1995), US-amerikanische Schauspielerin
- Ham Richardson (1933–2006), US-amerikanischer Tennisspieler
- Harriet Richardson (1874–1958), US-amerikanische Zoologin
- Harrison Holt Richardson (1919–1999), US-amerikanischer Mediziner und Expeditionsteilnehmer
- Harry A. Richardson (1853–1928), US-amerikanischer Politiker
- Harry Ward Richardson (* 1938), US-amerikanischer Wirtschaftswissenschaftler und Raumplaner
- Harry Richardson (Schauspieler) (* 1993), australischer Schauspieler
- Heather Richardson (* 1989), US-amerikanische Speedskaterin und Eisschnellläuferin, siehe Heather Bergsma
- Helen Richardson-Walsh (* 1981), britische Feldhockeyspielerin
- Henry Richardson (Bogenschütze) (1889–1963), US-amerikanischer Bogenschütze
- Henry Richardson (Filmeditor) (1936–2017), US-amerikanischer Filmeditor
- Henry Handel Richardson (eigentlich Ethel Florence Lindesay Richardson; 1870–1946), australische Autorin
- Henry Hobson Richardson (1838–1886), US-amerikanischer Architekt
- Herbert Richardson (1903–1982), kanadischer Ruderer
- Huey Richardson (* 1968), US-amerikanischer American-Football-Spieler
- Hugh Richardson (1826–1913), kanadischer Richter
- Hugh Edward Richardson (1905–2000), britischer Diplomat und Tibetologe

### I
- Ian Richardson (1934–2007), schottischer Schauspieler
- Ingeborg Richardson, schwedische UN-Diplomatin und Funktionärin
- Irmtraud Richardson (* 1945), deutsche Korrespondentin und Moderatorin
- Israel Bush Richardson (1815–1862), US-amerikanischer Offizier, Generalmajor der Nordstaaten im Sezessionskrieg

### J
- Jack Richardson (Schauspieler, 1870) (1870–1960), US-amerikanischer Schauspieler
- Jack Richardson (Fußballspieler, 1880) (1880–??), englischer Fußballspieler
- Jack Richardson (Schauspieler, 1883) (1883–1957), US-amerikanischer Schauspieler
- Jack Richardson (Fußballspieler, 1910) (1910–??), englischer Fußballspieler
- Jack Richardson (Ingenieur) (1920–2011), britischer Chemieingenieur und Autor
- Jack Richardson (Produzent) (1929–2011), kanadischer Musikproduzent
- Jack Richardson (Jazzmusiker), kanadischer Jazzmusiker
- Jack Richardson (Fußballspieler, 1933) (* 1933), englischer Fußballspieler
- Jack Richardson (Schauspieler, 1934) (1934–2007), US-amerikanischer Schauspieler
- Jack Richardson (Schriftsteller) (1934–2012), US-amerikanischer Schriftsteller
- Jackson Richardson (* 1969), französischer Handballspieler
- James Richardson (Afrikaforscher) (1809–1851), britischer Missionar, Abolitionist und Afrikaforscher
- James Richardson (Filmproduzent), britischer Filmproduzent
- James Richardson (Dartspieler) (* 1974), englischer Dartspieler
- James Richardson (Moderator), britischer Fernsehmoderator
- James Armstrong Richardson (1922–2004), kanadischer Politiker
- James Burchill Richardson (1770–1836), US-amerikanischer Politiker
- James D. Richardson (1843–1914), US-amerikanischer Politiker
- James L. Richardson (1909–1987), US-amerikanischer Generalleutnant
- James M. Richardson (1858–1925), US-amerikanischer Politiker
- James O. Richardson (1878–1974), US-amerikanischer Marineoffizier
- James T. Richardson (* 1941), amerikanischer Soziologe, Hochschullehrer für Soziologie und Rechtswissenschaft
- Jane Richardson (* 1941), US-amerikanische Biochemikerin und Hochschullehrerin
- Jason Richardson (Basketballspieler) (* 1981), US-amerikanischer Basketballspieler
- Jason Richardson (Leichtathlet) (* 1986), US-amerikanischer Hürdenläufer
- Jayden Richardson (* 2000), englischer Fußballspieler
- Jenny Richardson (* 2004), britische Schauspielerin
- Jermal Richardson (* 1994), anguillanischer Fußballspieler
- Jeremy Richardson (* 1983/1984), US-amerikanischer Basketballspieler
- Jerome Richardson (1920–2000), US-amerikanischer Jazzmusiker
- Jerry Richardson (1936–2023), US-amerikanischer American-Football-Spieler; Besitzer der Carolina Panthers
- Jhye Richardson (* 1996), australischer Cricketspieler
- Jillian Richardson (* 1965), kanadische Sprinterin
- Jim Richardson (* 1941), britischer Musiker
- Jim Richardson (Fotograf) (* 1947), US-amerikanischer Fotograf und Autor
- Jimmy Richardson (1911–1964), englischer Fußballspieler
- Jo Richardson (1923–1994), britische Politikerin
- Joanna Richardson (1925–2008), britische Literaturwissenschaftlerin, Biographin und Übersetzerin
- Joe-Joe Richardson (* 2001), US-amerikanischer Fußballspieler
- Joely Richardson (* 1965), britische Schauspielerin
- John Richardson (Orientalist) (1741/42–1795), britischer Orientalist und Lexikograph
- John Richardson (Naturforscher) (1787–1865), schottischer Naturhistoriker und Entdecker
- John Richardson (Schriftsteller) (1796–1852), kanadischer Schriftsteller
- John Richardson (Tennisspieler) (1873–19??), südafrikanischer Tennisspieler
- John Richardson (Fußballspieler, 1895) (1895–1957), englischer Fußballspieler
- John Richardson (Fußballspieler, 1909) (1909–1979), englischer Fußballspieler
- John Richardson (Kunsthistoriker) (1924–2019), britischer Kunsthistoriker, Kunstkritiker und Kurator
- John Richardson (Schauspieler) (1934–2021), britischer Schauspieler
- John Richardson (Spezialeffektkünstler) (* 1945), britischer Film-Tricktechniker
- John Richardson (Fußballspieler, 1945) (1945–2017), englischer Fußballspieler
- John Richardson (Schlagzeuger) (* 1947), britischer Schlagzeuger
- John Richardson (Fußballspieler, 1949) (* 1949), englischer Fußballspieler
- John Richardson (Philosoph) (* 1951), US-amerikanischer Philosoph
- John Richardson (Fußballspieler, 1966) (* 1966), englischer Fußballspieler
- John Richardson, Baron Richardson (1910–2004), britischer Arzt und Life Peer
- John B. Richardson IV (* 1968), pensionierter US-amerikanischer Generalmajor
- John M. Richardson (* 1960), US-amerikanischer Admiral
- John Peter Richardson senior (1801–1864), US-amerikanischer Politiker
- John Peter Richardson junior (1831–1899), US-amerikanischer Politiker
- John Reginald Richardson (1912–1997), kanadisch-US-amerikanischer Physiker, siehe Reginald Richardson
- John S. Richardson (1828–1894), US-amerikanischer Politiker
- Jon Richardson (* 1982), englischer Komiker und Radiomoderator
- Jonathan Richardson (1665–1745), britischer Maler
- Joseph Richardson (1778–1871), US-amerikanischer Politiker
- Josh Richardson (* 1993), US-amerikanischer Basketballspieler
- Julie Richardson (* 1967), neuseeländische Tennisspielerin
- Justin Richardson, US-amerikanischer Schriftsteller

### K
- Kane Richardson (* 1991), australischer Cricketspieler
- Kat Richardson (* 1964), US-amerikanische Schriftstellerin
- Kate Richardson (Turnerin) (* 1984), kanadische Turnerin
- Kate Richardson (Schwimmerin) (* 1987), britische Schwimmerin
- Kate Richardson-Walsh (* 1980), britische Feldhockeyspielerin
- Kate Anderson-Richardson (* 1973), australische Langstreckenläuferin
- Katharine Richardson (1854–1927), britische Bergsteigerin
- Katherine Richardson (* 1954), dänische Meereskundlerin mit Spezialisierung in Meeresbiologie
- Kathleen Richardson, Baroness Richardson of Calow (* 1938), britische Adlige und Geistliche
- Katie Ryder Richardson (* 1969), britische Schauspielerin
- Kayla Anise Richardson (* 1998), US-amerikanisch-philippinische Leichtathletin
- Kaylin Richardson (* 1984), US-amerikanische Skirennläuferin
- Keith Richardson (Schachspieler) (1942–2017), englischer Schachspieler
- Keith Richardson (Tennisspieler) (* 1953), US-amerikanischer Tennisspieler
- Ken Richardson (1911–1997), englischer Rennfahrer
- Kevin Richardson (Fußballspieler) (* 1962), englischer Fußballspieler
- Kevin Richardson (Sänger) (* 1971), US-amerikanischer Sänger
- Kevin Richardson (Zoologe) (* 1974), südafrikanischer Zoologe und Tierschützer
- Kevin Michael Richardson (* 1964), US-amerikanischer Schauspieler und Synchronsprecher
- Kieran Richardson (* 1984), englischer Fußballspieler
- Kim Richardson (* 1965), kanadische Sängerin und Schauspielerin
- Kyla Ashley Richardson (* 1998), US-amerikanisch-philippinische Leichtathletin
- Kym Richardson (* 1958), australischer Politiker

### L
- LaTanya Richardson (* 1949), US-amerikanische Schauspielerin
- Laura Richardson (Politikerin), * 1962, amerikanische Politikerin
- Laura J. Richardson, * 1963, ehemalige amerikanische Soldatin im Dienstgrad General
- Laurence R. Richardson (1911–1988), neuseeländischer Zoologe und Parasitologe
- Lawrence Richardson (Bischof) (auch Laurence Richardson; 1700/1701–1753), irischer Ordensgeistlicher, Bischof von Kilmore
- Lawrence Richardson Jr. (1920–2013), US-amerikanischer Klassischer Philologe und Klassischer Archäologe
- Lee Richardson (Schauspieler) (1926–1999), US-amerikanischer Theater- und Filmschauspieler
- Lee Richardson (Sänger) (* 1926), US-amerikanischer Rhythm-&-Blues-Sänger
- Lee Richardson (Fußballspieler) (* 1969), englischer Fußballspieler und -trainer
- Lee Richardson (Snookerspieler) (* 1971), englischer Snookerspieler
- Leon Richardson (* 1957), antiguanischer Radrennfahrer
- Leonard Richardson (1881–1955), südafrikanischer Langstrecken- und Hindernisläufer
- Lewis Richardson (Boxer) (* 1997), britischer Boxer
- Lewis Richardson (Fußballspieler) (* 2003), englischer Fußballspieler
- Lewis Fry Richardson (1881–1953), britischer Meteorologe und Friedensforscher
- Lisa Richardson (* 1966), dänische Curlerin
- Logan Richardson (* 1980), US-amerikanischer Jazzmusiker
- Louise Richardson (* 1958), irische Politikwissenschaftlerin
- Luke Richardson (* 1969), kanadischer Eishockeyspieler

### M
- Maisie Richardson-Sellers (* 1992), britische Schauspielerin
- Marcia Richardson (* 1972), britische Leichtathletin
- Marie Richardson (* 1959), schwedische Schauspielerin
- Mark Richardson (Musiker) (* 1970), britischer Schlagzeuger
- Mark Richardson (Cricketspieler) (* 1971), neuseeländischer Cricketspieler
- Mark Richardson (Leichtathlet) (* 1972), britischer Sprinter
- Mark Richardson (Eishockeyspieler) (* 1986), britischer Eishockeyspieler
- Mary Richardson (1882/1883–1961), kanadisch-britische Suffragette, Autorin und politische Aktivistin
- Mary Jane Richardson Jones (1819–1909), US-amerikanische Abolitionistin, Philanthropin und Suffragette
- Matthew Richardson (* 1999), australischer Radsportler
- Melvyn Richardson (* 1997), französischer Handballspieler
- Micheál Richardson (* 1995), irischer Schauspieler
- Micheal Ray Richardson (* 1955), US-amerikanischer Basketballspieler und -trainer
- Michele Richardson (* 1969), US-amerikanische Schwimmerin
- Miles Richardson (* 1963), britischer Schauspieler
- Miranda Richardson (* 1958), britische Schauspielerin

### N
- Nafesha Richardson (* 1997), Menschenrechts- und Klimaschutzaktivistin aus St. Vincent und den Grenadinen
- Nancy Richardson, US-amerikanische Filmeditorin
- Natasha Richardson (1963–2009), englische Schauspielerin
- Neil Richardson (1930–2010), britischer Komponist
- Nicole Richardson (* 1970), australische Softballspielerin
- Norman Richardson (* 1977), US-amerikanischer Basketballspieler

### O
- Origen D. Richardson (1795–1876), US-amerikanischer Politiker
- Owen Willans Richardson (1879–1959), englischer Physiker

### P
- Paddy Richardson (* um 1950), neuseeländische Schriftstellerin
- Passion Richardson (* 1975), US-amerikanische Sprinterin
- Patricia Richardson (* 1951), US-amerikanische Schauspielerin
- Paul Richardson (* 1992), US-amerikanischer Footballspieler
- Paul G. Richardson, Hämatologe und Onkologe
- Peter Richardson (* 1970), britischer Boxer
- Peter D. Richardson (1935–2020), britisch-US-amerikanischer Ingenieur
- Philip Richardson (Sportschütze) (1865–1953), britischer Sportschütze und Politiker
- Philip Richardson (Bischof) (* 1958), neuseeländischer anglikanischer Bischof
- Pooh Richardson (* 1966), US-amerikanischer Basketballspieler

### Q
- Quentin Richardson (* 1980), US-amerikanischer Basketballspieler

### R
- Ralph Richardson (1902–1983), englischer Schauspieler
- Reginald Richardson (1912–1997), kanadisch-US-amerikanischer Physiker
- Richard Taswell Richardson (1852–1930), englischer Anwalt und Tennisspieler
- Robert Richardson (Skirennläufer) (Bob Richardson; 1927–2004), kanadischer Skirennläufer
- Robert Richardson (Offizier) (1929–2014), britischer Generalleutnant
- Robert Richardson (Journalist) (* 1940), britischer Journalist und Kriminalschriftsteller
- Robert Richardson (Kameramann) (Bob Richardson; * 1955), US-amerikanischer Kameramann
- Robert Charlwood Richardson, Jr. (1882–1954), US-amerikanischer General
- Robert Charlwood Richardson III (1918–2011), US-amerikanischer General
- Robert Coleman Richardson (1937–2013), US-amerikanischer Physiker
- Robert D. Richardson (Robert Dale Richardson; 1934–2020), US-amerikanischer Literaturwissenschaftler und Biograf
- Robert Earl Richardson (1877–1935), US-amerikanischer Fischkundler
- Robert S. Richardson (Robert Shirley Richardson; 1902–1981), US-amerikanischer Astronom und Schriftsteller
- Robert V. Richardson (Robert Vinkler Richardson; 1820–1870), US-amerikanischer General
- Robin Richardson (* 1942), kanadischer Politiker
- Rochelle Richardson (* 1971), US-amerikanische Medienperson und Verschwörungsideologin, siehe Diamond and Silk
- Rodney Richardson (1917–2005), US-amerikanischer Jazzmusiker
- Roland Richardson (1878–1949), kanadischer Mathematiker
- Rufus Byam Richardson (1845–1914), US-amerikanischer Archäologe
- Russell Richardson, US-amerikanischer Schauspieler

### S
- Salli Richardson (* 1967), US-amerikanische Schauspielerin
- Sam Richardson (Leichtathlet) (1917–1989), kanadischer Leichtathlet
- Sam Richardson (Schauspieler), US-amerikanischer Schauspieler
- Samuel Richardson (1689–1761), englischer Schriftsteller
- Sha’Carri Richardson (* 2000), US-amerikanische Sprinterin
- Shannon Guess Richardson (* 1977), US-amerikanische Schauspielerin und Attentäterin
- Sheldon Richardson (* 1990), US-amerikanischer American-Football-Spieler
- Simon Richardson (Radsportler, 1966) (* 1966), britischer Bahn-Radsportler im Behindertensport
- Simon Richardson (Radsportler, 1983) (* 1983), britischer Straßen-Radsportler
- Steve Richardson (* 1972), irischer Squashspieler

### T
- T. K. Richardson (* 1988), US-amerikanischer Schauspieler
- Terry Richardson (* 1965), US-amerikanischer Fotograf
- Thomas Richardson (Eiskunstläufer) (Thomas Dow Richardson, auch Tyke Richardson; 1887–1971), britischer Eiskunstläufer und Autor
- Thomas Richardson (Tennisspieler), US-amerikanischer Tennisspieler
- Thomas J. Richardson (* 1961), US-amerikanischer Informatiker
- Timothy Richardson, US-amerikanischer Filmschauspieler, Drehbuchautor, Kameramann und Filmregisseur
- Tony Richardson (Cecil Antonio Richardson; 1928–1991), britischer Regisseur, Drehbuchautor und Produzent
- Tony Richardson (Footballspieler) (Antonio Richardson; * 1971), US-amerikanischer American-Football-Spieler
- Torrey Richardson (* 1988), US-amerikanische Schauspielerin, Drehbuchautorin und Filmproduzentin
- Trent Richardson (* 1990), US-amerikanischer Footballspieler

### W
- Wally Richardson (* 1930), US-amerikanischer Gitarrist
- William Richardson (Astronom) (1796–1872), englischer Astronom
- William Richardson (Sänger) (1869–??), US-amerikanischer Sänger (Bariton)
- William Richardson (Leichtathlet) (1903–1969), US-amerikanischer Mittelstreckenläufer
- William Richardson (Fußballspieler) (auch Ginger oder W. G.; 1909–1959), englischer Fußballspieler
- William Richardson (Musiker) (William A. Richardson), US-amerikanischer Schlagzeuger
- William Richardson (Rollkunstläufer), US-amerikanischer Rollkunstläufer
- William Adams Richardson (1821–1896), US-amerikanischer Jurist und Politiker
- William Alexander Richardson (1811–1875), US-amerikanischer Politiker
- William Anthony Richardson (1795–1856), US-amerikanischer Kapitän, Unternehmer und Landbesitzer
- William B. Richardson (1874–1945), US-amerikanischer Politiker
- William Blaine Richardson (1947–2023), US-amerikanischer Politiker, siehe Bill Richardson
- William Emanuel Richardson (1886–1948), US-amerikanischer Politiker
- William M. Richardson (1774–1838), US-amerikanischer Politiker
- William N. Richardson (1839–1914), US-amerikanischer Jurist und Politiker
- William P. Richardson (1824–1886), US-amerikanischer Jurist, Offizier und Politiker
- William R. Richardson (1929–2023), US-amerikanischer General
- William S. Richardson (1919–2010), US-amerikanischer Jurist und Politiker